# アポロ医療器
アポロ医療器株式会社（Apollo Medical Instruments Co.,Ltd.）は大阪府大阪市平野区に本社を置く治療器具や健康器具の製造販売をおこなう企業である。1975年創業。

## 会社概要
主に電気・磁気を利用した治療器具・健康器具の製造販売を専業とする。中でも同社が販売する鼻炎用治療器「スッキリクン」は、同社の主力製品の一つとして知られる。
その他「加温式磁気付敷パッド」など、一般的な健康器具に電気・磁気を用いたアイデア製品が多いのも特徴である。
1990年代から大阪市営地下鉄御堂筋線の西中島南方駅と中津駅の間、淀川沿い（中津方面）に大型のネオンサインを設置している。

## スポンサー番組（全て過去）
- 2時のワイドショー（よみうりテレビ制作・日本テレビ系列）
- 桂三枝のにゅーすコロンブス（朝日放送制作・テレビ朝日系列）